# Myotis dieteri
Myotis dieteri — вид роду Нічниця (Myotis).

## Поширення, поведінка
Проживання: Республіка Конго. Цей вид був зареєстрований лише з типової місцевості. Попри значні дослідження інших, здавалося б, придатних місць, вони не були зафіксовані з додаткових печер.